# José Ndele
José de Assunção Alberto Ndele (Cabinda, 13 de agosto de 1940 — Suíça, 19 de abril de 2000) foi um economista e político angolano.
Foi o segundo Chefe do Conselho Presidencial do Governo de Transição do Estado de Angola em 1975 e foi Primeiro-Ministro Conjunto da República Popular Democrática de Angola, ao lado de Johnny Eduardo Pinnock, de 23 de novembro de 1975 a 11 de fevereiro de 1976.
O seu partido político era a União Nacional para a Independência Total de Angola (UNITA), rompendo com este na década de 1990.

## Biografia
Ndele fez seus estudos primários no Seminário Menor de Luanda e licenciou-se em ciências económicas e sociais na Universidade de Genebra, na Suíça, em 1961. Com 21 anos seguiu para o Zaire onde se alistou na Frente Nacional de Libertação de Angola (FNLA).
Rompeu com a FNLA e juntou-se à UNITA, tornando-se seu tesoureiro geral. Nesta condição, torna-se um dos principais oficiais do partido no Acordo do Alvor.
A UNITA o indicou para ser um Chefe do Conselho Presidencial do Governo de Transição, um cargo rotativo equivalente ao de primeiro-ministro do então Estado de Angola. Logo depois serviu como foi Primeiro-Ministro Conjunto da República Popular Democrática de Angola.
Após os assassinatos de Wilson dos Santos, representante da UNITA em Portugal, e de Tito Chingunji, chefe dos negócios estrangeiros do partido, atribuídos a Jonas Savimbi, passou a integrar, com Fátima Roque, a Tendência de Reflexão Democrática (TRD), uma cisão da UNITA, fundada por Miguel N'Zau Puna, Paulo Tchipilica, e Tony da Costa Fernandes.
Ndele faleceu em 19 de abril de 2000, na Suíça e foi sepultado em Cabinda, em 8 de maio seguinte, com honras de Estado oferecidas pelo presidente José Eduardo dos Santos.